# Borgarkrigsmynt
Borgarkrigsmynt är danska mynt som främst består av koppar från perioden 1241-1377, vilka inte är kopplade till bestämda kungar eller biskopar. Vid den här tiden omfattade Danmark även Skåne, Blekinge, Halland och Sønderjylland.
Innan 1241 hade Danmark haft en relativt stabil ekonomi med en stark kunglig centralmakt. Detta förändrades i och med att kung Valdemar Sejr avled 1241 och en feodalisering av landet påbörjades. Borgarkrigsmynten präglades under en period av politisk oro och inbördeskrig och utgjorde ett undantag från penningar, det annars gängse myntslaget i Norden under medeltiden. Borgarkrigsmynt förekommer i ett stort antal varianter och har ofta en enkel, illa utförd prägling. De härstammar från myntverkstäder i Lund, Roskilde, Sakskøbing, Ribe, Slesvig, samt från Halland och norra Jylland. Varje myntort präglade sin egen typ, och troligen var mynten i regel bara giltiga under ett år, så varje år präglades en ny typ och föregående års mynt växlades in. Man känner till 422 olika typer av borgarkrigsmynt. Borgarkrigsmyntens silverhalt var låg och försämrades med tiden alltmera, många borgarkrigsmynt är nästan rena kopparmynt. På grund av det ringa metallvärdet hade mynten ingen större cirkulation utanför dåvarande Danmark.